# Шкодра
 Тази статия е за града в Албания.  За други значения вижте Скутари.  
Шкодра или Скадър (на албански: Shkodër или Shkodra; на сръбски: Скадар или Skadar; на латински: Scutari) е град в Северозападна Албания, намиращ се в Шкодренска област. Географските координати на Шкодра са 42°07′ с. ш. 19°51′ и. д. / 42.116667° с. ш. 19.85° и. д.
Градът е разположен на източния бряг на Шкодренското езеро, откъм южната страна на Мбишкодренската равнина и между реките Дрин и Бояна.
Той е един от най-старите в Албания и е важен културен и икономически център. Днес в него живеят около 86 000 души.

## История
През 15 век Шкодра е най-важната крепост на Венецианската република в Албания. През пролетта на 1474 година османски войски, водени от румелийския бейлербей Сюлейман паша, нападат града. Въпреки опитите на венецианците и на княза на Зета Иван I Църноевич да разкъсат обсадата, тя продължава до края на юли, когато османците се оттеглят.
През пролетта на 1478 година самият султан Мехмед II оглавява османски поход към Шкодра. Обсадата на града започва на 14 май 1478 година, а султанът пристига край града в началото на юли. В края на юли османците предприемат няколко неуспешни атаки срещу Шкодра, след което Мехмед се отказва от преките нападения. Градът остава под обсадата на контингент, воден от Евреносоглу Ахмед, а основните сили превземат Драч и Леш и през октомври се оттеглят. Изтощена от продължителната война и изправена пред пряка заплаха за сигурността си, в началото на 1479 година Венеция успява да сключи мир с Мехмед, като му отстъпва Лемнос и Шкодра, чието население е евакуирано и заменено с нови заселници.
При избухването на Балканската война в 1912 година един човек от Шкодра е доброволец в Македоно-одринското опълчение. От началото на войната градът е обсаждан без успех от черногорски и сръбски войски, но остава под османски контрол до края на военните действия.

## Личности
Родени в Шкодра
- Албан Края (р. 1970), албански писател и журналист
- Василие Попович (1914 – 1962), художник от Северна Македония
- Елис Гури (р. 1983), български състезател по борба от албански произход
- Атанас Димитров – македоно-одрински опълченец, 3-та рота на 10-а Прилепска дружина, 11-а Сярска дружина
- Георги Радовани (1734 – 1790), епископ на Софийско-Пловдивския викарият през XVIII в.
- Никола Радовани (1714 – 1774), епископ на Софийско-Пловдивския викарият от 1742 до 1754 г.

Починали в Шкодра
- Борко Пащрович (1875 – 1912), сръбски офицер и революционер